# Чад на летних Олимпийских играх 2016
Чад принимал участие на летних Олимпийских играх 2016, прошедших в бразильском Рио-де-Жанейро с 5 по 21 августа 2016 года. Для Чада эти Игры стали двенадцатыми летнией Олимпиадой с момента дебюта этой страны в 1964 году. Делегация состояла из двух легкоатлетов:бегуна на 400 метров Башира Махамата и знаменосца Чада на обеих церемониях бегуньи на 5000 метров Бибиро Али Тахир. Оба спортсмена попали на Игры только благодаря уайлд-карду, поскольку они не смогли выполнить квалификационные стандарты. Оба спортсмена завершили соревнования в первом круге и не выиграли ни одной медали.

## Общие сведения
Чад участвовал в двенадцати летних Олимпийских играх, дебютировав на Играх-1964 в японском Токио. Страна пропускала летние Олимпийские игры только в 1976 и 1980 годах.. В обоих случаях это произошло из-за участия Чада в международных бойкотах Игр. Самую большую делегацию, шесть человек, Чад отправлял на Игры 1988 года в южнокорейском Сеуле и Игры-1992 в испанской Барселоне. Представители Чада никогда не выигрывали медалей Олимпийских игр.
Национальный олимпийский и спортивный комитет Чада (фр. Comité Olympique et Sportif Tchadien, COST) выбрал двух спортсменов, которым были даны уайлд-карды. По правилам один НОК мог выставить на Игры-2016 трёх спортсменов, соответствующих квалификационному стандарту "A" или одного спортсмена, соответствующего квалификационному стандарту "B". Но, поскольку ни один из представителей Чада не смог достичь ни одного квалификационного стандарта, стране дали право выбрать двух спортсменов, одного мужчину и одну женщину. Чад был одной из нескольких стран, представленных на Олимпиаде 2016 года двумя спортсменами (меньше было только у Тувалу, представленного одним человеком).
6 июня Генеральный секретарь Идрисс Докони Адикер опубликовал пресс-релиз с составом сборной Чада на летних Олимпийских играх 2016. Команда состояла из двух легкоатлетов: спринтера Башира Махамата и стайерши Бибиро Али Тахир, ставшей знаменосцем Чада на обеих церемониях. Тахир, помимо участия в международных соревнованиях по лёгкой атлетике, подрабатывала стюардессой.

## Лёгкая атлетика

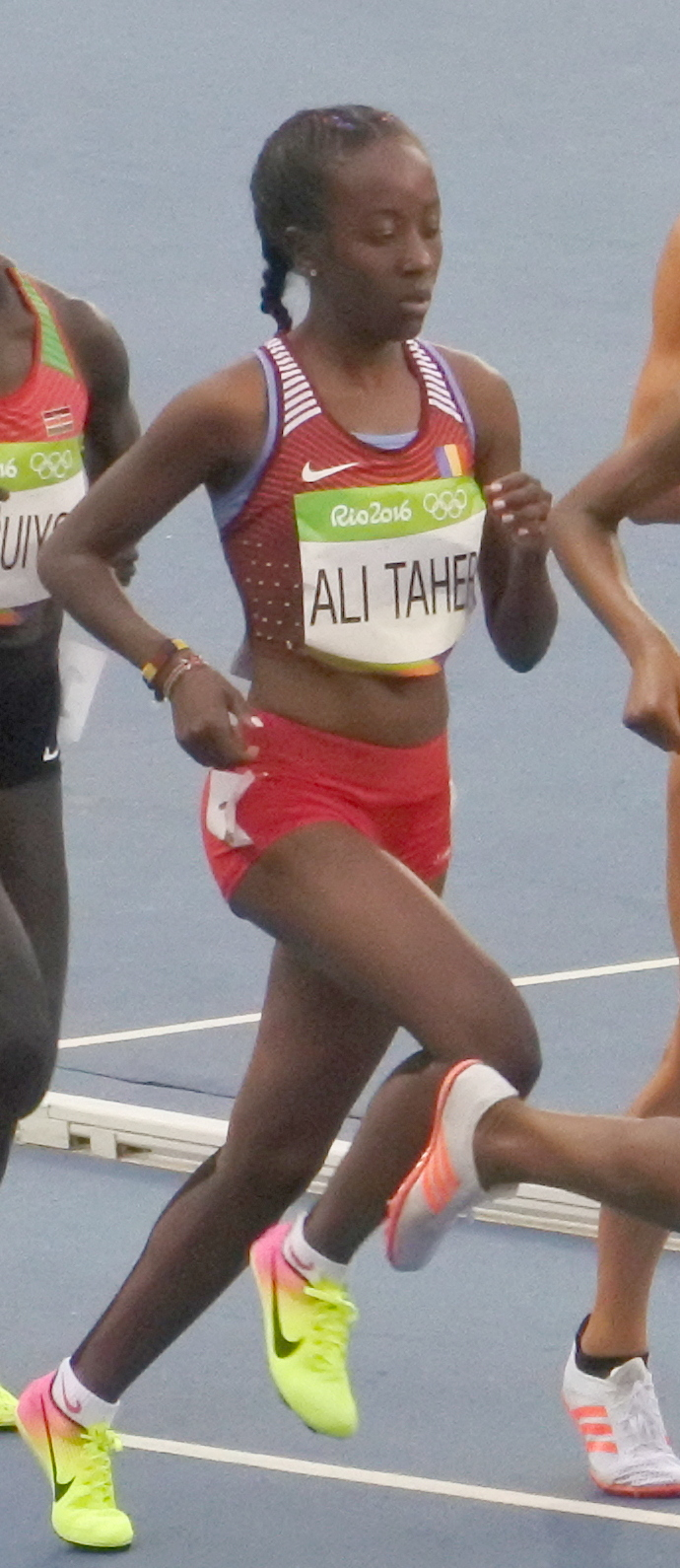
Бибиро Али Тахир во время олимпийского забега на 5000 метров

Чад был представлен на Олимпиаде 2016 года одним мужчиной –  бегуном на 400 метров Баширом Махаматом. 12 августа Махамат принял участие во втором квалификационном забеге. В нём он занял седьмое место, пробежав дистанцию за 48.59 секунд, отстав на 3.44 секунды от выигравшего забег представителя Гренады Бралона Таплина. Представитель Чада обогнал только египтянина Анаса Бехра, дисквалифицированного за уход за пределы своей дорожки во время забега. Только три лучших спортсмена по результатам забега квалифицировались в следующий раунд, из-за чего Махамат завершил своё выступление на Играх-2016. В общем зачёте он занял 48-е место среди 50 спортсменов.
Единственной представительницей Чада на Олимпиаде в Рио была Бибиро Али Тахир, бежавшая дистанцию 5000 метров. 16 августа она приняла участие во втором квалификационном забеге. Тахир пересекала линию, после которой она должна была бежать ещё два круга, когда она услышала звон колокола, предназначенный не для неё, а для спортсменов, которым остался последний круг. Тахир решила, что ей остался только один круг, поэтому она пробежала эти 400 метров и остановилась, тем самым не добежав до финиша.. Позже она сказала в интервью: "Я сделала всё, что могла. Я трудилась как сумасшедшая последние двенадцать месяцев. Я ни о чём не сожалею, но у меня слёзы в глазах, потому что я хотела уехать из Рио с новым рекордом".
Примечание–Места для участников соревнований по беговым дисциплинам даны по результатам забега
| Спортсмен        | Дисциплина       | Квалификация | Квалификация | Полуфинал     | Полуфинал     | Финал     | Финал     |
| Спортсмен        | Дисциплина       | Результат    | Место        | Результат     | Место         | Результат | Место     |
| ---------------- | ---------------- | ------------ | ------------ | ------------- | ------------- | --------- | --------- |
| Бачир Махамат    | 400 м (мужчины)  | 48.59        | 7            | не прошёл     | не прошёл     | не прошёл | не прошёл |
| Бибиро Али Тахер | 5000 м (женщины) | DNF          | DNF          | не проводился | не проводился | не прошла | не прошла |